# Servicemedarbejder
Servicemedarbejder er en betegnelse, der kan dække over medarbejdere ansat i forskellige brancher, som f.eks. på apoteker, sygehuse, sygehusapoteker, i supermarkeder, på kontorer osv.